# Петър Ковачев (Царски)
Вижте пояснителната страница за други личности с името Петър Ковачев.
Петър Ковачев, наричан още Царски, е български католически духовник и книжовник от XVIII век.

## Биография
Петър Ковачев е роден през 1745 (или 1746) г. в Пловдив (или в село Даваджово). Следва и завършва образованието си в Рим, където е ръкоположен за свещеник. Той се завръща в България през 1770 г. През 1772 г. се установява в Даваджово. От 1776 е викарий на Софийско – Пловдивската епархия.
През 1782 г. Петър Ковачев е бил предложен за никополски епископ на мястото на Павел Дуванлията. Големи тълпи от хора се струпват в Пловдив, в защита на Ковачев, те пишат писмо (от 7 ноември 1782 г.) до Конгрегацията с молба, Петър Ковачев да бъде оставен на същото място. Молбата бива разгледана и той остава при своите миряни.
Творбите му са с разнообразно съдържание: поучения в религиозна нравственост, жития на светци по Римокатолическия календар, стихотворения на религиозни теми, съчинения по свещена и църковна история. От Петър Ковачев са известни няколко писма-рапорта до Конгрегацията.
Петър Ковачев Царски умира на 24 февруари 1795 г. от болестта „идропсия“- едема (оток), от която е страдал повече от 6 месеца. Той предава устно, няколко месеца преди смъртта си, управлението на диоцеза на Никола Табаков. Ковачев е погребан в Даваджово. Шест месеца след неговата смърт, почива от чума и Никола Табаков.
Негово ръкописно наследство се съхранява в Народните библиотеки в София и в Пловдив.

## Рапорт до Конгрегацията от 14 август 1794 г.
В този рапорт Ковачев дава подробна информация за броя на населението в католическите села.
| „ | На първо място искам да дам отговор за точния брой на селата и християните в турските чифлици. Това са град Филипополис, селата Балтаджия, Калашлия, Селджиково, Дуванлии, Амбарлия, Давуджово. В града имаме 2024 души. Оттук към изток, на около 3 часа е селото Балтаджии. Там има 384 души и малко турци. Още половин час нагоре е Калачлии - постоянна резиденция на дон Никола Табаков. Там има енорийска къща и стая, в която се отслужва Светата Литургия. Хората са 655, без да има от друга религия. Около града и селата, по турските чифлици се набират 220 души. Това са Остра могила, Коматево, Ахляново, Дуганджа. Всички тези са като една енория поверена на дон Никола. Тръгвайки от града към север 4 часа път е село Силджиково. В него има 332 души. Там има схизматици и турци. На четвърт час е село Дуванлия. Там имаме 520 души и няколко турци. Още малко по-назапад е село Амбарлия. Там имаме наши 346 души. Има няколко схизматици и турци. В него има също енорийска къща. Оттук на север е моята резиденция в село Даваджово. Там има 320 души. Около него има и много минерални извори. Ето това са моите овци всичко 3829 души. | “ |